# Scelophysa pruinosa
Scelophysa pruinosa är en skalbaggsart som beskrevs av Hermann Burmeister 1844. Scelophysa pruinosa ingår i släktet Scelophysa och familjen Melolonthidae. Inga underarter finns listade i Catalogue of Life.